# Пельетьери, Агустин
Агусти́н Даниэ́ль Пельетье́ри (исп. Agustín Daniel Pelletieri; род. 17 мая 1982 года, Буэнос-Айрес) — аргентинский футболист, игравший на позиции опорного полузащитника.

## Биография
Агустин Пельетьери начинал свою карьеру футболиста в аргентинском клубе «Ланус» в 2002 году. 29 июня 2003 года он дебютировал в аргентинской Примере, выйдя в стартовом составе в домашнем матче против «Арсенала» из Саранди. 14 марта 2004 года Пельетьери забил свой первый гол в рамках Примеры, доведя счёт до разгромного на 90-й минуте домашнего поединка с командой «Росарио Сентраль». Пельетьери был одним из ключевых игроков «Лануса», когда тот по итогам Апертуры 2007 года впервые в своей истории стал чемпионом Аргентины.
Летом 2008 года аргентинец на правах аренды перешёл в греческий АЕК, за который отыграл сезон 2008/09. Он принимал участие в финале Кубка Греции 2008/09, который завершился затяжной серией послематчевых пенальти. Пельетьери дважды в ней исполнял 11-метровый удар: первый он забил, а второй вышел неудачным и фактически завершил серию с уникальным счётом 15:14 в пользу соперника АЕКа. По окончании годичной аренды Пельетьери вернулся в «Ланус».
Летом 2011 года он перешёл в «Расинг» из Авельянеды. 19 февраля 2014 Пельетьери подписал соглашение с клубом МЛС «Чивас США», а в начале 2015 года — в аргентинский «Тигре». В 2016 году он вернулся в «Ланус», в составе которого во второй раз стал чемпионом Аргентины, но появлялся на поле в рамках турнира лишь в пяти матчах. В 2017 году завершил профессиональную карьеру.

## Достижения
«Ланус»
- Чемпион Аргентины (2): Ап. 2007, 2016

 «АЕК»
- Финалист Кубка Греции (1): 2008/09